# Pırlanta
Pırlanta (tr. für: „Diamant“) ist das neunte Studioalbum von Demet Akalın. Es ist nach dem gleichnamigen Lied benannt und erschien am 19. Juni 2015. Das Vorgängeralbum Rekor wurde von der Plattenfirma Seyhan Müzik veröffentlicht, Akalın kündigte daraufhin ihren Vertrag und wechselte anschließend zum Label Doğan Music Company.
Die Lead-Single Ders Olsun erschien erstmals am 19. Juni 2015 und erreichte Platz 2 in den türkischen Top-20-Charts. Darunter konnten die vier Singleauskopplungen Gölge, Beş Yıl, Pırlanta und Çalkala höhere Positionen in diversen türkischen Radiocharts erlangen.
Demet Akalın erhielt für das Album zahlreiche Auszeichnungen und Preise, darunter einen Altın Kelebek für das Lied Pırlanta. Zudem wurde sie mit einer goldenen Schallplatte ausgezeichnet. Mit 105.000 verkauften Einheiten gehört Pırlanta zu den erfolgreichsten Alben in der Türkei.

## Musikstil
Das Album enthält eine Vielzahl an musikalischen Genres und Stilelementen, darunter Pop, Electronic, Dance-Pop sowie House Die Lead-Single Ders Olsun wurde von Sinan Akçıl und Volga Tamöz produziert und besitzt Elemente der Popmusik. Das zweite Lied Gölge enthält Einflüsse von Popmusik und elektronischer Musik. Die Tracks Şerefime Namusuma, Özüme Döndüm und Beş Yıl wurden von Soner Sarıkabadayı, Gökhan Özen, Erdem Kınay und Berkay als vollständige Popsongs komponiert. Die Single Çalkala, produziert von Aslıszen, Elif Nun İçelli und Burak Yeter, bietet Elemente des Pop, Electro und House.

## Singles
Ders Olsun
Die Lead-Single Ders Olsun (tr. für: „Es wird dir eine Lehre sein“) erschien am 19. Juni 2015 als erste von insgesamt sechs Singleauskopplungen. Das Lied erreichte Platz 2 in den türkischen Top-20-Charts. An der Produktion waren der Songwriter und Sänger Sinan Akçıl sowie der Produzent Volga Tamöz beteiligt.
Gölge
Die zweite Auskopplung Gölge (tr. für „Schatten“) wurde etwa einen Monat später am 21. Juli veröffentlicht. Sie erreichte im Gegensatz zu ihrer Vorgängersingle nicht die Top-20-Charts, konnte jedoch hohe Platzierungen bei zahlreichen Radiosendern, darunter bei Alem FM und Best FM verzeichnen. Die Musik und Liedtexte stammen von Erdem Kınay; für das Arrangement war Elif Nun İçelli verantwortlich.
Çalkala
Mit Çalkala (tr. für: „Beweg' dich“) folgte am 17. Oktober 2015 die dritte Singleauskopplung aus dem Album. Wie das Lied Gölge, so konnte auch Çalkala Spitzenpositionen bei einigen Radiosendern erreichen, darunter Platz 1 bei Alem FM, Best FM und Kral Pop TV Top 20 Insgesamt konnte die Single bei 21 Radiosendern Platzierungen in den Charts erlangen.
An der Produktion des Liedes waren die beiden Songwriter und Produzenten Aslızen und Elif Nun İçelli beteiligt. Die Musik spielte Produzent Burak Yeter ein. Das Musikvideo wurde unter der Regie von Müjdat Küpsi im Zeitraum von etwa sechzehn Stunden gedreht und am gleichen Tag auf der Videoplattform YouTube veröffentlicht.
Beş Yıl
Beş Yıl (auch 5 Yıl, tr. für: „Fünf Jahre“) erschien am 31. Dezember 2015. Es ist die vierte Auskopplung des Albums und entstand im Duett mit dem Sänger Berkay. Der Song erreichte Platz 1 bei dem Sender TTNET Müzik sowie Platz 8 bei Funx Turkse und den 14. Platz in den Top-20-Charts von Radiyo Mega.
Das Musikvideo wurde unter der Regie von Sedat Doğan im Fischerdorf Garipçe bei Istanbul gedreht. Akalın und Berkay verkörpern darin ein verheiratetes Paar. Es wurde innerhalb von zwei Tagen gedreht und am 31. Dezember 2015 auf YouTube veröffentlicht.
Pırlanta
Das Lied Pırlanta (tr. für: „Diamant“) ist die fünfte Single und wurde am 16. Mai 2016 veröffentlicht. Sie erreichte wie ihre Vorgängersingle
Beş Yıl hohe Chartplatzierungen bei zahlreichen Radiosendern, so Platz 2 in den Top-20-Charts von Number One TV. An der Produktion des Liedes arbeiteten die beiden Produzenten Gökhan Şahin und İrfan Özata. Die Regie zum Video übernahm Tamer Aydoğan. Der Clip erschien am 16. Mai 2016 auf der Plattform YouTube.
Şerefime Namusuma
Als sechste und letzte Auskopplung erschien Şerefime Namusuma (tr. für: „Zu meiner Ehre“) am 27. Juni 2016. Das Lied erreichte als einzige der sechs Singleauskopplungen keine Chartplatzierung.
Die Songtexte und die Musik stammen von Soner Sarıkabadayı. Erdem Kınay war für das Arrangement verantwortlich. Die Regie der Musikvideos führte Tamer Aydoğan. Im Clip zu Şerefime Namusuma hatte Okan Kurt, der damalige Ehemann von Akalın, einen Gastauftritt. Das Video wurde gemeinsam mit dem Lied am 27. Juni veröffentlicht.

## Titelliste
| #   | Titel                               | Songschreiber            | Produzent            | Länge |
| --- | ----------------------------------- | ------------------------ | -------------------- | ----- |
| 1.  | Ders Olsun                          | Sinan Akçıl              | Sinan Akçil          | 3:23  |
| 2.  | Gölge                               | Elif Nun İçelli          | Elif Nun İçelli      | 3:49  |
| 3.  | Şerefime Namusuma                   | Soner Sarıkabadayı       | Soner Sarıkabadayı   | 3:37  |
| 4.  | Özüme Döndüm                        | Gökhan Özen              | Gökhan Özen          | 3:39  |
| 5.  | Beş Yıl (feat. Berkay)              | Berkay                   | Berkay               | 4:53  |
| 6.  | Bekleyemedin Mi                     | Sezen Aksu               | Sezen Aksu           | 4:12  |
| 7.  | Seven Sever                         | Cansu Kurtçu             | Cansu Kurtçu         | 3:04  |
| 8.  | Ya Sana Bir Şey Olursa              | Ayla Çelik               | Ayla Çelik           | 4:24  |
| 9.  | Gidenlerin Kalanları                | Ayla Çelik               | Ayla Çelik           | 4:01  |
| 10. | Günaydın Abla                       | Özhan Jan                | Özhan Jan            | 3:34  |
| 11. | Matmazel                            | Aslızen                  | Aslızen              | 3:10  |
| 12. | Pırlanta                            | Gökhan Şahin             | İrfan Özata          | 3:48  |
| 13. | Çalkala                             | Aslızen, Elif Nun İçelli | Aslızen, Burak Yeter | 3:13  |
| 14. | Ders Olsun (DJ Ufuk Akyıldız Remix) | Sinan Akçıl              | Sinan Akçıl          | 4:01  |

## Chartplatzierungen

### Singles
| Jahr | Titel      | Höchstplatzierung, Gesamtwochen, AuszeichnungChartsChartplatzierungen (Jahr, Titel, Platzierungen, Wochen, Auszeichnungen, Anmerkungen) | Anmerkungen                         |
| Jahr | Titel      | TR | Anmerkungen                         |
| ---- | ---------- | --- | ----------------------------------- |
| 2015 | Ders Olsun | TR2 (… Wo.)TR | Erstveröffentlichung: 19. Juni 2015 |

## Verkaufszahlen
Pırlanta wurde besonders in der Türkei ein großer Erfolg und verzeichnet bis heute über 100.000 verkaufte Einheiten.
| Land/Region     | Auszeichnungen für Musikverkäufe (Land/Region, Auszeichnung, Verkäufe) | Verkäufe |
| --------------- | ---------------------------------------------------------------------- | -------- |
| Türkei (Mü-YAP) | Gold                                                                   | 105.000  |

## Veröffentlichungen
| Land     | Datum         | Format       | Label               |
| -------- | ------------- | ------------ | ------------------- |
| Türkei   | 19. Juni 2015 | CD, Download | Doğan Music Company |
| Weltweit | 16. Juni 2015 | CD, Download | Doğan Music Company |

## Mitwirkende
Folgende Personen trugen zur Entstehung des Albums Pırlanta bei.

### Produktion
- Ausführende Produzenten: Samsun Demir, Demet Akalın
- Produktion: Samsun Demir, Demet Akalın

### Visuelles
- Artwork, Fotografien: Sedat Doğan, GD Ofset
- Design: Ebru Aydemir, DS
- Styling: Mutlu Genç, Nuri Şerkerci
- Regie: Müjdat Küpşi, Sedat Doğan, Tamer Aydoğan